# Mesochorus comptus
Mesochorus comptus är en stekelart som beskrevs av Dasch 1974. Mesochorus comptus ingår i släktet Mesochorus och familjen brokparasitsteklar. Inga underarter finns listade i Catalogue of Life.